# Championnats du monde de triathlon 2004
Les Championnats du monde de triathlon 2004 présentent les résultats des championnats mondiaux de Triathlon en 2004 organisés par la fédération internationale de triathlon.
Ces 16e championnats se sont déroulés à Funchal sur l'île de Madère au Portugal le 9 mai 2004.

## Résultats

### Élite

#### Hommes
| Rang   | Athlète          | Nationalité      | Natation    | T1         | Vélo        | T2   | Course à pied | Temps           |
| ------ | ---------------- | ---------------- | ----------- | ---------- | ----------- | ---- | ------------- | --------------- |
| Or     | Bevan Docherty   | Nouvelle-Zélande | 18 min 31 s | 1 min 05 s | 51 min 03 s | 32 s | 29 min 54 s   | 1 h 41 min 04 s |
| Argent | Ivan Rana        | Espagne          | 18 min 38 s | 1 min 05 s | 50 min 53 s | 34 s | 29 min 56 s   | 1 h 41 min 05 s |
| Bronze | Dmitriy Gaag     | Kazakhstan       | 18 min 31 s | 1 min 04 s | 51 min 06 s | 33 s | 30 min 06 s   | 1 h 41 min 17 s |
| 4      | Tim Don          | Royaume-Uni      | 18 min 34 s | 1 min 02 s | 51 min 00 s | 34 s | 30 min 26 s   | 1 h 41 min 37 s |
| 5      | Igor Sysoev      | Russie           | 17 min 53 s | 1 min 05 s | 51 min 46 s | 34 s | 30 min 20 s   | 1 h 41 min 37 s |
| 6      | Hamish Carter    | Nouvelle-Zélande | 18 min 19 s | 1 min 14 s | 51 min 08 s | 38 s | 30 min 24 s   | 1 h 41 min 40 s |
| 7      | Shane Reed       | Nouvelle-Zélande | 18 min 22 s | 1 min 04 s | 51 min 17 s | 35 s | 30 min 27 s   | 1 h 41 min 40 s |
| 8      | Javier Gómez     | Espagne          | 18 min 17 s | 1 min 02 s | 51 min 22 s | 37 s | 30 min 27 s   | 1 h 41 min 43 s |
| 9      | Hirokatsu Tayama | Japon            | 18 min 13 s | 1 min 07 s | 51 min 25 s | 33 s | 30 min 34 s   | 1 h 41 min 49 s |
| 10     | Hunter Kemper    | États-Unis       | 18 min 28 s | 1 min 04 s | 51 min 13 s | 36 s | 30 min 48 s   | 1 h 42 min 05 s |

#### Femmes
| Rang   | Athlète           | Nationalité | Natation    | T1             | Vélo        | T2   | Course à pied | Temps           |
| ------ | ----------------- | ----------- | ----------- | -------------- | ----------- | ---- | ------------- | --------------- |
| Or     | Sheila Taormina   | États-Unis  | 17 min 53 s | 00 min 01 s:21 | 58 min 10 s | 37 s | 34 min 17 s   | 1 h 52 min 17 s |
| Argent | Loretta Harrop    | Australie   | 18 min 33 s | 1 min 21 s     | 57 min 30 s | 38 s | 34 min 29 s   | 1 h 52 min 28 s |
| Bronze | Laura Bennett     | États-Unis  | 18 min 29 s | 1 min 12 s     | 57 min 43 s | 36 s | 35 min 01 s   | 1 h 53 min 00 s |
| 4      | Joelle Franzmann  | Allemagne   | 18 min 31 s | 1 min 16 s     | 57 min 38 s | 41 s | 35 min 18 s   | 1 h 53 min 21 s |
| 5      | Vanessa Fernandes | Portugal    | 18 min 28 s | 1 min 15 s     | 57 min 42 s | 38 s | 35 min 32 s   | 1 h 53 min 32 s |
| 6      | Machiko Nakanishi | Japon       | 18 min 36 s | 1 min 15 s     | 57 min 34 s | 39 s | 35 min 32 s   | 1 h 53 min 34 s |
| 7      | Barbara Lindquist | États-Unis  | 18 min 28 s | 1 min 13 s     | 57 min 43 s | 41 s | 35 min 39 s   | 1 h 53 min 42 s |
| 8      | Julie Dibens      | Royaume-Uni | 18 min 33 s | 1 min 25 s     | 57 min 29 s | 40 s | 36 min 01 s   | 1 h 54 min 06 s |
| 9      | Ana Burgos        | Espagne     | 19 min 50 s | 1 min 18 s     | 58 min 36 s | 41 s | 34 min 01 s   | 1 h 54 min 25 s |
| 10     | Akiko Sekine      | Japon       | 19 min 23 s | 1 min 27 s     | 58 min 48 s | 38 s | 34 min 19 s   | 1 h 54 min 34 s |

### Moins de 23 ans

#### Hommes
| Rang   | Athlète             | Nationalité      | Natation    | T1         | Vélo        | T2   | Course à pied | Temps           |
| ------ | ------------------- | ---------------- | ----------- | ---------- | ----------- | ---- | ------------- | --------------- |
| Or     | Sebastian Dehmer    | Allemagne        | 17 min 45 s | 1 min 08 s | 54 min 01 s | 28 s | 30 min 36 s   | 1 h 43 min 59 s |
| Argent | Jan Frodeno         | Allemagne        | 17 min 33 s | 1 min 15 s | 54 min 08 s | 28 s | 31 min 15 s   | 1 h 44 min 40 s |
| Bronze | Ruedi Wild          | Suisse           | 18 min 17 s | 1 min 21 s | 53 min 22 s | 28 s | 31 min 16 s   | 1 h 44 min 45 s |
| 4      | Danylo Sapunov      | Ukraine          | 17 min 46 s | 1 min 29 s | 53 min 46 s | 28 s | 31 min 36 s   | 1 h 45 min 06 s |
| 5      | Steffen Justus      | Allemagne        | 17 min 33 s | 1 min 10 s | 54 min 13 s | 28 s | 31 min 58 s   | 1 h 45 min 25 s |
| 6      | Pierre Dorez        | France           | 18 min 23 s | 1 min 13 s | 53 min 27 s | 28 s | 32 min 00 s   | 1 h 45 min 31 s |
| 7      | Laurent Vidal       | France           | 17 min 38 s | 1 min 15 s | 54 min 07 s | 28 s | 32 min 02 s   | 1 h 45 min 31 s |
| 8      | Hendrik de Villiers | Afrique du Sud   | 17 min 40 s | 1 min 26 s | 53 min 54 s | 28 s | 32 min 10 s   | 1 h 45 min 40 s |
| 9      | Clark Ellice        | Nouvelle-Zélande | 18 min 00 s | 1 min 16 s | 53 min 54 s | 28 s | 32 min 06 s   | 1 h 45 min 45 s |
| 10     | Peter Croes         | Belgique         | 17 min 36 s | 1 min 18 s | 54 min 08 s | 28 s | 32 min 24 s   | 1 h 45 min 57 s |

#### Femmes
| Rang   | Athlète                 | Nationalité      | Natation    | T1         | Vélo            | T2 | Course à pied | Temps           |
| ------ | ----------------------- | ---------------- | ----------- | ---------- | --------------- | -- | ------------- | --------------- |
| Or     | Annabel Luxford         | Australie        | 19 min 07 s | 1 min 26 s | 59 min 39 s     | ?  | 35 min 46 s   | 1 h 56 min 27 s |
| Argent | Vendula Frintová        | Tchéquie         | 20 min 00 s | 1 min 20 s | 1 h 01 min 17 s | ?  | 33 min 58 s   | 1 h 57 min 04 s |
| Bronze | Joyce Maria del Socorro | Philippines      | 20 min 10 s | 1 min 20 s | 1 h 01 min 17 s | ?  | 34 min 24 s   | 1 h 57 min 39 s |
| 4      | Zuriñe Rodriguez        | Espagne          | 20 min 03 s | 1 min 13 s | 1 h 01 min 21 s | ?  | 36 min 12 s   | 1 h 59 min 17 s |
| 5      | Debbie Tanner           | Nouvelle-Zélande | 20 min 01 s | 1 min 18 s | 1 h 01 min 19 s | ?  | 36 min 36 s   | 1 h 59 min 41 s |
| 6      | Ai Ueda                 | Japon            | 20 min 14 s | 1 min 27 s | 1 h 00 min 58 s | ?  | 36 min 45 s   | 1 h 59 min 54 s |
| 7      | Eri Nakagawa            | Japon            | 20 min 10 s | 1 min 18 s | 1 h 01 min 12 s | ?  | 36 min 59 s   | 2 h 00 min 07 s |
| 8      | Helen Jenkins           | Royaume-Uni      | 19 min 02 s | 1 min 27 s | 1 h 02 min 10 s | ?  | 37 min 06 s   | 2 h 00 min 14 s |
| 9      | Kathy Tremblay          | Canada           | 20 min 04 s | 1 min 16 s | 1 h 01 min 21 s | ?  | 37 min 07 s   | 2 h 00 min 18 s |
| 10     | Jessica Kirkwood        | Canada           | 20 min 00 s | 1 min 42 s | 1 h 00 min 59 s | ?  | 37 min 12 s   | 2 h 00 min 23 s |

### Junior

#### Hommes
| Rang   | Athlète                | Nationalité | Temps           |
| ------ | ---------------------- | ----------- | --------------- |
| Or     | Valentin Mechsheryakov | Kazakhstan  | 1 h 05 min 24 s |
| Argent | Oliver Freeman         | Royaume-Uni | 1 h 05 min 30 s |
| Bronze | William Clarke         | Royaume-Uni | 1 h 05 min 40 s |
| 4      | Attila Fecskovics      | Hongrie     | 1 h 05 min 49 s |
| 5      | Evgeny Polyanskiy      | Russie      | 1 h 05 min 56 s |
| 6      | Francesc Godoy         | Espagne     | 1 h 06 min 00 s |
| 7      | Peter Viana            | Italie      | 1 h 06 min 05 s |
| 8      | Joel Cook              | Australie   | 1 h 06 min 26 s |
| 9      | Brett Lee              | Australie   | 1 h 06 min 34 s |
| 10     | Dan Wilson             | Australie   | 1 h 06 min 52 s |

#### Femmes
| Rang   | Athlète                | Nationalité      | Natation   | T1         | Vélo        | T2         | Course à pied | Temps           |
| ------ | ---------------------- | ---------------- | ---------- | ---------- | ----------- | ---------- | ------------- | --------------- |
| Or     | Juliette Benedicto     | France           | 9 min 16 s | 2 min 32 s | 43 min 11 s | 1 min 39 s | 17 min 40 s   | 1 h 14 min 15 s |
| Argent | Sarah Bryant           | Nouvelle-Zélande | 9 min 09 s | 2 min 28 s | 43 min 21 s | 1 min 41 s | 18 min 12 s   | 1 h 14 min 47 s |
| Bronze | Marta Jiménez          | Espagne          | 9 min 09 s | 2 min 51 s | 42 min 59 s | 1 min 57 s | 17 min 54 s   | 1 h 14 min 49 s |
| 4      | Brittany Orr           | Australie        | 8 min 58 s | 2 min 40 s | 42 min 47 s | 1 min 45 s | 19 min 05 s   | 1 h 15 min 14 s |
| 5      | Camille Cierpik        | France           | 8 min 37 s | 2 min 36 s | 43 min 44 s | 1 min 46 s | 18 min 46 s   | 1 h 15 min 30 s |
| 6      | Anastasiya Polyanskaya | Russie           | 8 min 34 s | 2 min 33 s | 43 min 49 s | 1 min 46 s | 19 min 08 s   | 1 h 15 min 49 s |
| 7      | Charlotte Bonin        | Italie           | 8 min 50 s | 2 min 39 s | 43 min 37 s | 1 min 46 s | 19 min 11 s   | 1 h 16 min 01 s |
| 8      | Tina Herklotz          | Allemagne        | 8 min 49 s | 2 min 36 s | 44 min 43 s | 1 min 37 s | 18 min 23 s   | 1 h 16 min 05 s |
| 9      | Mari Rabie             | Afrique du Sud   | 8 min 34 s | 2 min 39 s | 43 min 49 s | 1 min 53 s | 19 min 35 s   | 1 h 16 min 29 s |
| 10     | Rosie Clarke           | Royaume-Uni      | 9 min 02 s | 2 min 28 s | 44 min 46 s | 1 min 43 s | 19 min 11 s   | 1 h 17 min 10 s |

## Tableau des médailles
| Rang  | Nation           | Or | Argent | Bronze | Total |
| ----- | ---------------- | -- | ------ | ------ | ----- |
| 1     | Australie        | 1  | 1      | 0      | 2     |
| 2     | Allemagne        | 1  | 1      | 0      | 2     |
| 3     | Nouvelle-Zélande | 1  | 1      | 0      | 2     |
| 4     | États-Unis       | 1  | 0      | 1      | 2     |
| 5     | France           | 1  | 0      | 0      | 1     |
| -     | Russie           | 1  | 0      | 0      | 1     |
| 7     | Espagne          | 0  | 1      | 1      | 2     |
| -     | Royaume-Uni      | 0  | 1      | 1      | 2     |
| 9     | Tchéquie         | 0  | 1      | 0      | 1     |
| 10    | Kazakhstan       | 0  | 0      | 1      | 1     |
| -     | Philippines      | 0  | 0      | 1      | 1     |
| -     | Suisse           | 0  | 0      | 1      | 1     |
| Total | Total            | 6  | 6      | 6      | 18    |